# سالفاتوري بارون
سالفاتوري بارون (بالإنجليزية: Salvatore Barone)‏ هو لاعب كرة قدم أمريكي، ولد في 13 ديسمبر 1995 في بروكلين في الولايات المتحدة. لعب مع نيويورك كوسموس.

## وصلات خارجية
- سالفاتوري بارون على موقع قاعدة بيانات كرة القدم.إي يو (الإنجليزية)
- سالفاتوري بارون على موقع Soccerway.com (الإنجليزية)